# Marko Gudurić
Marko Gudurić (en serbio, Марко Гудурић, Priboj, 8 de marzo de 1995) es un baloncestista serbio que pertenece a la plantilla del Fenerbahçe SK de la Basketbol Süper Ligi. Con 1,99 metros de estatura, juega en la posición de escolta.

## Trayectoria deportiva

### Profesional
Comenzó a jugar en las categorías inferiores del Estrella Roja, siendo cedido en 2013 al KK FMP, donde jugó dos temporadas. En la primera promedió 10,0 puntos y 4,0 rebotes, mientras que en la segunda mejoró hasta los 14,4 puntos y 4,9 rebotes por partido.
En septiembre de 2015 fue repescado por el Estrella Roja. En su primera temporada en el primer equipo promedió en todas las competiciones 6,7 puntos y 1,4 rebotes por partido, siendo nominado al premio Euroleague Rising Star junto a Dario Šarić, Cedi Osman, Luka Dončić, Ioannis Papapetrou y Álex Abrines, que finalmente resultaría el ganador.
[actualizar]
Después de una temporada en Memphis, el 18 de diciembre de 2020, decide regresar a Europa para volver a fichar por el Fenerbahçe SK.

### Selección nacional
Es un habitual de la selección de Serbia desde sus categorías inferiores. Ganó el oro en el Campeonato de Europa Sub-20 disputado en Italia en 2015, siendo uno de los jugadores más destacados, promediando 13,4 puntos y 4,1 rebotes por partido.
Debutó en competición oficial con la selección absoluta en 2016.
Luego disputó el Eurobasket 2017 en el que ganó la plata y la Copa Mundial de Baloncesto de 2019.
En septiembre de 2022 disputó con el combinado absoluto serbio el EuroBasket 2022, finalizando en novena posición.
Durante agosto y septiembre de 2023 fue integrante de la selección de Serbia que participó en el Mundial de 2023 celebrado en Asia, y que ganó la plata, tras perder la final ante Alemania.
Entre julio y agosto de 2024 fue parte de la selección absoluta de Serbia, que disputó los Juegos Olímpicos de París, y que ganó el bronce, tras vencer la final de consolación ante Alemania.

## Estadísticas de su carrera en la NBA

### Temporada regular
| Año     | Equipo  | PJ | PT | MPP  | %TC  | %3P  | %TL  | RPP | APP | ROB | TPP | PPP |
| ------- | ------- | -- | -- | ---- | ---- | ---- | ---- | --- | --- | --- | --- | --- |
| 2019-20 | Memphis | 44 | 0  | 11.0 | .395 | .301 | .923 | 1.7 | 1.0 | .3  | .2  | 3.9 |
| Total   | Total   | 44 | 0  | 11.0 | .395 | .301 | .923 | 1.7 | 1.0 | .3  | .2  | 3.9 |